# Sherman Alexie
Sherman Alexie (reserva de la tribu Spokane, a Wellpinit, Washington, 1966) és un escriptor hereu de dues nacions nadiues, la Cœur d'Alène i la Spokane. La Reserva Spokane, on va ser criat, es troba 80 kilòmetres (50 milles) al nord-oest de la ciutat de Spokane. Malgrat tenir una salut delicada era un gran lector i, decebut pel baix nivell educatiu a la reserva, estudià en una escola de fora i, posteriorment, aconseguí estudiar a la Universitat Gonzaga. Autor d'una obra diversa que abasta des de la novel·la -Reservation blues (1995) o Indian Killer (1996), sobre un assassinat interracial- poesia -The business of fancy dancing (1992), First Indian on the moon (1993) o The Man Who Loves Salmon (1998)- narracions -The Lone Ranger and Tonto Fistfight in Heaven (1993) i, fins i tot, una barreja de poesia i narracions com Danses de guerra (War Dances), que li ha fet guanyar el Premi PEN/Faulkner de Ficció el 2010. Aquesta darrera obra ha estat traduïda al català per Esther Tallada.

## Obra publicada
- The Business of Fancydancing (poesia, 1992)
- I Would Steal Horses (poesia, 1992)
- Old Shirts and New Skins (poesia, 1993)
- First Indian on the Moon (poesia, 1993)
- The Lone Ranger and Tonto Fistfight in Heaven (narracions, 1993)
- Seven Mourning Songs For the Cedar Flute I Have Yet to Learn to Play (poetry, 1993)
- Reservation Blues (novel·la, 1995)
- Water Flowing Home (poesia, 1995)
- Indian Killer (novel·la, 1996)
- The Summer of Black Widows (poesia, 1996)
- The Man Who Loves Salmon (poesia, 1998)
- The Toughest Indian in the World (narracions, 2000)
- One Stick Song (poesia, 2000)
- Ten Little Indians (narracions, 2003)
- War Dances (narracions i poesia, 2009), traduït al català per Esther Tallada com a Danses de guerra (Ed. de 1984, 2012)[1]
- The Absolutely True Diary of a Part-Time Indian (novel·la, 2007), traduït al català per Yannick Garcia com a Diari del tot verídic d'un indi a mitja jornada (Ed. de 1984, 2014)[2]

## Pel·lícules
- Smoke Signals (guionista, 1999; adaptat de la narració, "This is What It Means to Say Phoenix, Arizona" in Lone Ranger and Tonto)
- The Business of Fancydancing (escriptor i director, 2002)
- 49? (guionista, 2003)